# Dinastia Focidă

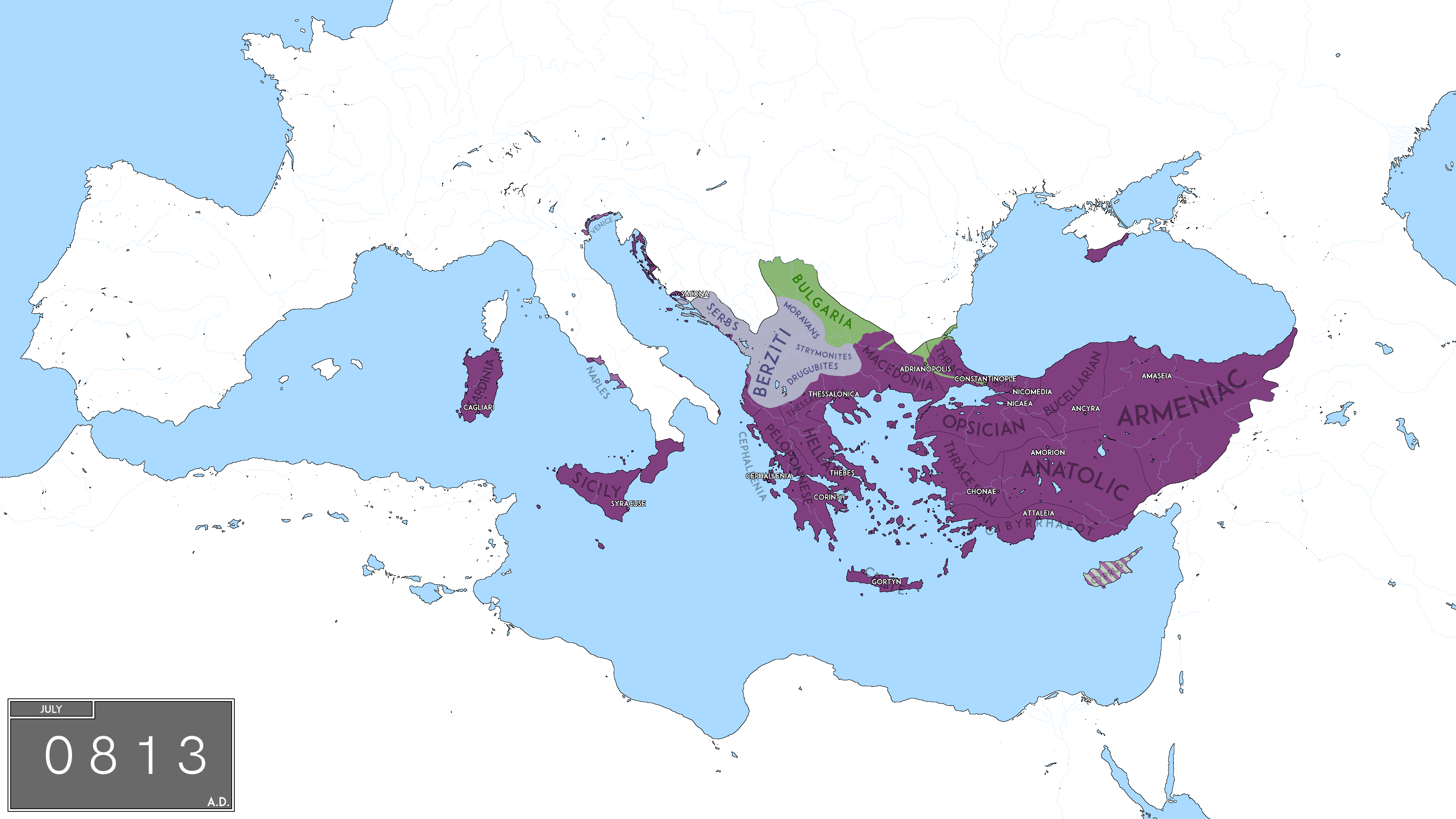
Imperiul Roman de Rasarit dupa abdicarea lui Mihail I Rangabe.

Dinastia Focidă sau dinastia lui Nicefor a fost o familie domnitoare în Imperiul Bizantin între 802 și 813.
Familia era de origine arabă, din Anatolia. Nicefor I, primul membru important, a devenit ministru de finanțe în timpul împărătesei Irina Ateniana. Cu ajutorul patricienilor, Nicefor a dat-o jos pe Irina, declarându-se împărat. Nicefor a purtat lupte cu francii și bulgarii, recâștigând teritorii în Balcani și sudul Italiei. Fiul său, Staurakios, a fost forțat să abdice de către ginerele lui Nicefor I, Mihail I Rangabe, care la desemnat pe generalul Leon Armeanul împărat.
- Nicefor I (Nikeforos Genikos); 802-811; de origine arab
- Staurakios (Stauraciu); 811; fiul lui Nicefor I
- Mihail I Rangabe; 811-813; ginerele lui Nicefor I